# Kurt Hintze
Pour les articles homonymes, voir Hintze.
Kurt Gustav Ernst Hintze (né le 8 octobre 1901 à Fehrbellin et mort le 13 novembre 1944 à Kattowitz) est un SS-Brigadefuhrer et major général de la police, homme politique allemand (NSDAP) et chef SS et de la police (SSPF) Kaunas et Lituanie.

## Biographie
Après l'école primaire de Berlin et de Berlin-Schöneberg, Hintze travaille à partir de 1915 comme ouvrier non qualifié dans des usines de munitions. À partir de 1918, il travaille dans l'agriculture à Brüsenhagen et en 1929, il devient un ouvrier adjoint dans une ferme. De plus, en 1929/30, il est membre du comité de l'impôt foncier du district de Wittstock.
De 1921 à 1922, il est membre du Parti social allemand (de). À l'été 1923, Hintze est membre de la Reichswehr noire. Il devient ensuite membre du section d'assaut Roßbach (de) et du Frontbann (de). En 1924/25, il apparaît comme orateur du Parti national-socialiste de la liberté (NSFP). Au début de septembre 1928, il devient membre du NSDAP et de la SA, où il travaille à temps partiel comme chef SA. De mai 1929 à juillet 1930, il est chef de groupe local à Dossow et plus tard chef de district de Prignitz-de-l'Est.
De juillet 1932 à novembre 1933 pour la 4e circonscription (Potsdam I) et de mars 1936 à sa mort en 1944 pour la 6e circonscription (Poméranie) ou à partir de 1938 pour la 20e circonscription (Cologne-Aix-la-Chapelle), Hintze siège au Reichstag en tant que député du NSDAP. En 1933/34, il devient chef de département à l'école des dirigeants du Reich (de) à Munich. Ensuite, du 1er octobre 1934 au 1er décembre 1936, il dirige la 7e brigade SA, à Neu-Stettin, en Poméranie et quitte ensuite le service SA à plein temps après trois ans pour cause de maladie. Le 9 novembre 1935, Hintze est promu SA Oberführer. De mi-janvier à fin juillet 1937, il est Reichsfachgruppenwalter du département fruits, légumes, conserves au DAF. Début juillet 1937, il passe de la SA à la SS (numéro de membre 282 066). D'octobre 1937 à février 1940, il dirige la section SS XI à Coblence.
Après le début de la Seconde Guerre mondiale, Hintze est déployé de novembre 1939 à février 1940 dans la Pologne occupée en tant que SS et chef d'autoprotection et responsable du domaine des tâches liées aux réfugiés auprès du chef supérieur de la SS et de la police de l'Est à Cracovie. Après cela, il dirige la section SS XXXXI à Thorn jusqu'en avril 1941. De septembre à novembre 1940, il effectue son service militaire dans la Waffen-SS.
À partir de janvier 1941, Hintze travaille en étroite collaboration avec Heinrich Himmler en sa qualité de commissaire du Reich pour la consolidation de l'ethnicité allemande dans les zones occupées par l'Allemagne de l'Est : Hintze y est employé en tant que représentant spécial pour la réinstallation et pour le domaine du travail. déploiement. De novembre 1943 à février 1944, il est le représentant spécial de la RFSS pour la zone d'entraînement militaire SS de la Marche-électorale (de) près de Lübben. De février 1944, Hintze est SSPF Kaunas et d'avril 1944 à la mi-septembre 1944, Hintze est SSPF en Lituanie. Le 11 mai 1944, le SS Brigadefuhrer Kurt Hintze prononce une interdiction stricte de l'alcool jusqu'à la fin de l'année en raison de "manque de maîtrise de soi, d'ivresse et de mégalomanie". Après cela, il est le représentant du commissaire à la défense du Reich pour la Haute-Silésie à l'état-major de la construction de la forteresse à Kattowitz et officier de liaison du SSPF supérieur du Sud-Est auprès du Gauleiter Fritz Bracht. Il est mort lors d'un raid aérien sur Kattowitz en 1944.